# Pokojová teplota

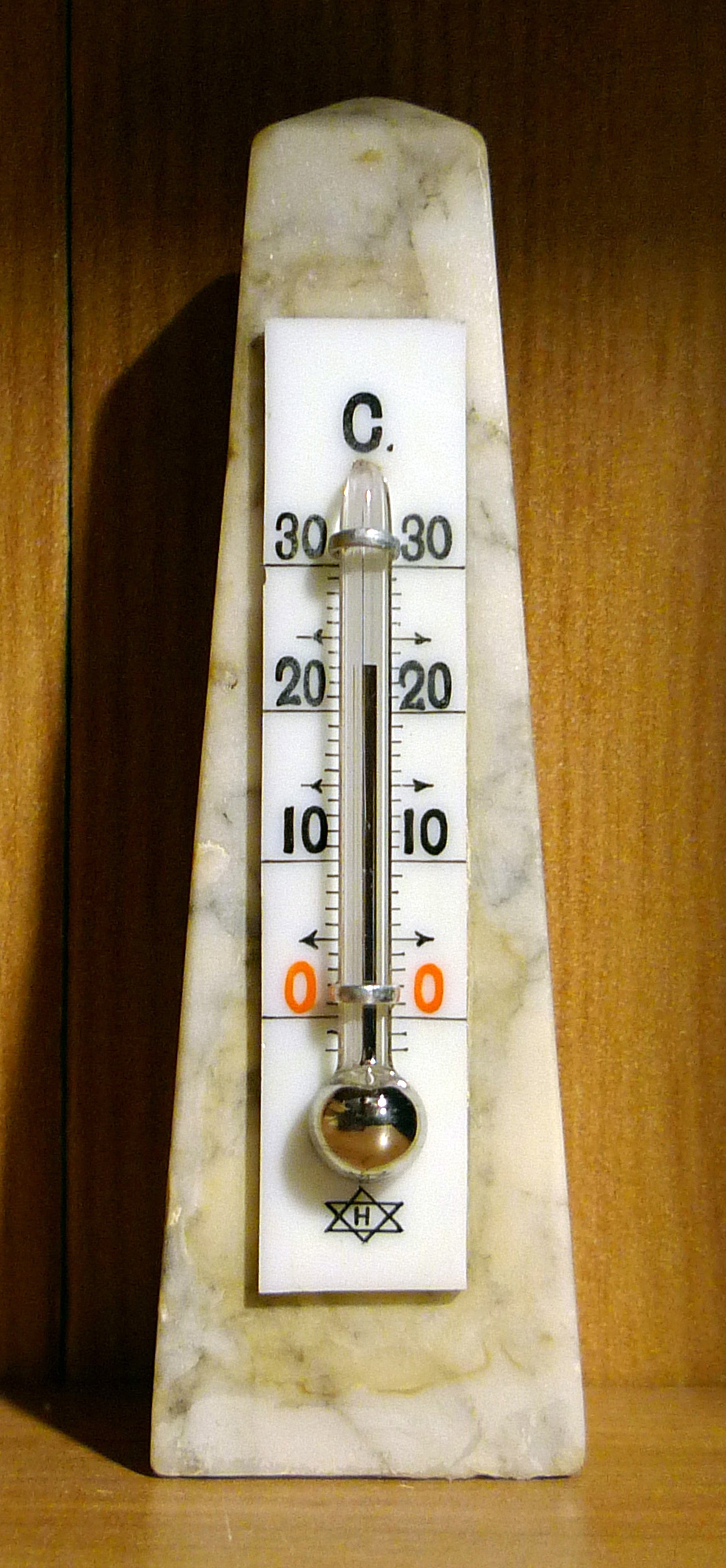
Rtuťový teploměr ukazující 23 °C

Pokojová teplota je teplota uzavřené místnosti, kterou lidé považují za komfortní. Není přesně stanovena a používané hodnoty se obvykle pohybují v rozsahu 18 °C (291,15 K, 64,4 °F) až 25 °C (298,15 K, 77 °F), někdy též zaokrouhleně 300 K.
Pokojová teplota reprezentuje pro praktické účely teplotu obvyklou v podmínkách, v jakých žijí lidé. Pro nejrůznější technické aplikace zajišťující lidem pohodlí je důležité vědět, jak se v těchto podmínkách chovají různé materiály, potraviny či biologické struktury, zda dochází či nedochází k určitým přírodním jevům a podobně.